# Puss Gets the Boot
„Puss Gets the Boot“ е късометражен анимационен филм от 1940 г. с участието на анимационните герои Том и Джери. Режисиран от Уилям Хана и Джоузеф Барбера, това е първият филм с двамата антропоморфни герои. Продуциран е от Рудолф Айзинг и Фред Кумби, анимиран от Карл Ърбано, Тони Пабиан, Джак Зандър, Питър Бърнес и Боб Алън. Музикалното оформление осъщестява Скот Брадли.

## Сюжет
Внимание:  Текстът по-долу разкрива сюжета на произведението (или части от него)!
Сива самодоволна котка на име Томас намира удоволствие в тормоз над малка кафява мишка – Джери. Поведението на Том често довежда до щети върху домакинските принадлежности в къщата. Мамчето, неговата стопанка, го предупреждава, че ще бъде изпъден от къщата, в случай че счупи още нещо. Осъзнавайки това, Джери решава да „помогне“ на противника си: гризачът хвърля чинии и чаши във въздуха, а Том всеки път се опитва да го спре. Накрая Джери изритва Том, като държаните от котарака купи хвръкват на всички страни и се чупят. Разярената стопанка изхвърля Том от къщата, а Джери поставя отново табелката с надпис „Home Sweet Home“ (Дом, сладък дом), която е използвана от Том преди това, за да му приложи трик, след което влиза в мишата дупка.

## Озвучаващи артисти
- Кларънс Наш – Томас
- Уилям Хана – Джери
- Лилиан Рандолф – Мамчето (оригинал)
- Джун Форей, Теа Видал – Мамчето (други версии)[1]

## Продукция
„Puss Gets the Boot“ отбелязва дебюта на Том и Джери.
През 1939 година Джоузеф Барбера и Уилям Хана стават екип. Тяхната първа възникнала идея е за анимационни филми за котка и мишка. Това става реалност, но скоро след това шефът им Фред Куимби им предлага да измислят нещо друго, тъй като такива филми имало в изобилие, и вече не се харесвали. Виждайки успеха на „Том и Джери“, Куимби променя мнението си.
„Puss Gets the Boot“ е режисиран, рисуван и написан от Хана и Барбера, но като продуцент е изписан техен близък приятел, а именно учителят по анимация Рудолф Айсинг, който просто го прегледал и разрешил да бъде издаден.
Първоначално обмислян като самостоятелен филм, той става толкова популярен, че от Метро-Голдуин-Майер пожелали още филми от Хана и Барбера. Така възниква „The Midnight Snack“, в който героите са кръстени Том и Джери (вж. Любопитни факти). „Puss Gets the Boot“ е номиниран за Оскар, но първата награда на Филмовата академия на САЩ за филм с Том и Джери отива при „The Milky Way“.
Времетраенето на филма е над девет минути, правейки го най-дългия в поредицата.

## Любопитни факти
- В първия епизод двамата герои официално са наречени Джаспър и Джинкс.[3]